# Bretthausen

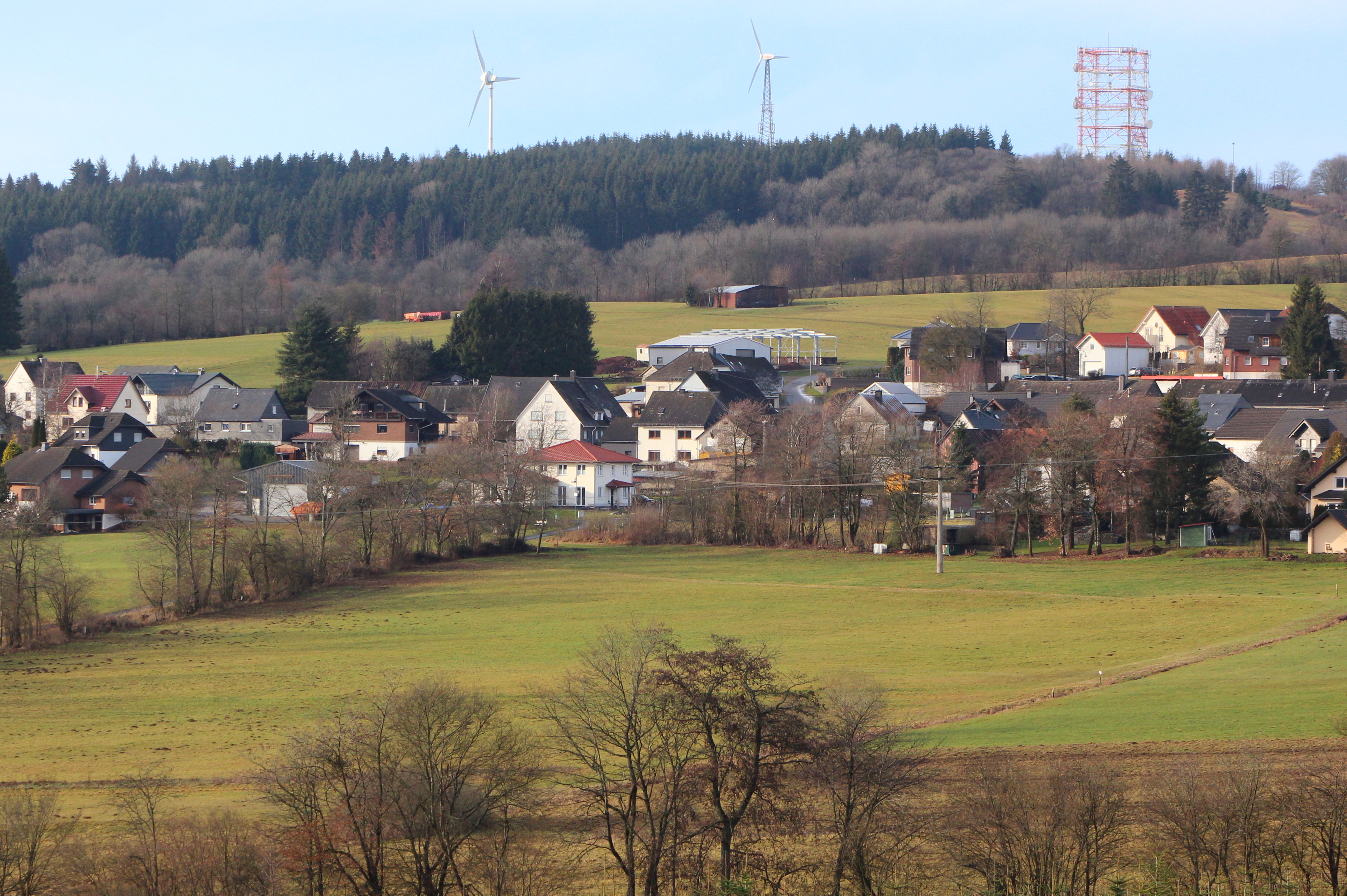
Ansicht von Bretthausen, im Hintergrund der Salzburger Kopf

Bretthausen ist eine Ortsgemeinde im Westerwaldkreis in Rheinland-Pfalz. Sie gehört der Verbandsgemeinde Rennerod an.

## Geographie
Die Gemeinde liegt im Nordostteil des Westerwaldkreises im Westerwald. Sie befindet sich zwischen Siegen im Norden und Limburg an der Lahn im Süden ungefähr neun Kilometer ostnordöstlich von Bad Marienberg. Direkt westlich von ihr erhebt sich der Salzburger Kopf und etwa zwei Kilometer ostsüdöstlich die Fuchskaute.
Nachbargemeinden sind Stein-Neukirch im Nordwesten, Liebenscheid im Norden, Willingen im Osten, Nister-Möhrendorf im Süden und Salzburg im Südwesten. 

## Geschichte
Bretthausen wurde um das Jahr 1300 erstmals urkundlich erwähnt.
Im Jahr 1440 wurde der Ort von Truppen der Grafen von Sayn in einer Auseinandersetzung mit Nassau-Beilstein angegriffen und zum Teil niedergebrannt, fiel aber anders als mehrere ähnlich behandelte Dörfer der Umgebung nicht wüst. Zu den vernichteten Dörfern zählte der nördlich von Bretthausen an der Quelle des Erlenbachs gelegene Ort Urlen.
Für 1715 und 1753 sind weitere Dorfbrände verbürgt. Ein eigener Heimberger wird erstmals 1707 erwähnt. 1749 ist ein Winterschulmeister genannt.
Bevölkerungsentwicklung
Die Entwicklung der Einwohnerzahl der Gemeinde Bretthausen, die Werte von 1871 bis 1987 beruhen auf Volkszählungen:
| Jahr | Einwohner                |
| 1534 | 5 Vogt- und 6 Eigenleute |
| 1607 | 10 Mann                  |
| 1650 | 6 Männer, 6 Weiber       |
| 1738 | 21 Feuerstätten          |
| 1782 | 143                      |
| 1815 | 195                      |
| 1835 | 241                      |
| 1871 | 184                      |

| Jahr | Einwohner |
| 1905 | 154       |
| 1939 | 237       |
| 1950 | 171       |
| 1961 | 162       |
| 1970 | 180       |
| 1987 | 163       |
| 2005 | 201       |

## Politik

### Bürgermeister
Julia Bockius wurde am 19. Juli 2019 Ortsbürgermeisterin von Bretthausen. Bei der Direktwahl am 26. Mai 2019 war sie mit einem Stimmenanteil von 61,90 % für fünf Jahre gewählt worden. Zur Direktwahl am 9. Juni 2024 gab es keine Bewerbungen. Daher erfolgte die Wahl gemäß Gemeindeordnung durch den Rat.
Ihr Vorgänger Peter Bockius hatte das Amt des Ortsbürgermeisters 35 Jahre ausgeübt.

### Wappen
| Wappen von Bretthausen | Blasonierung: „Im Deichselschnitt geteilt, oben in Grün wachsend drei goldene Ähren, rechts in Gold ein blauer Wellenbalken begleitet von zwei goldbesamten blauen Flachsblüten, unten gestürzt, links in Rot ein mit schwarzem Kreuz besteckter, silberner Dachreiter mit zwei achtlamelligen, goldenen Klangarkaden.“                                                                   |
| Wappen von Bretthausen | Wappenbegründung: Die Farben Blau, Rot, Gold und Silber weisen auf die früheren territorialen Zugehörigkeiten hin. Drei goldene Ähren symbolisieren die bedeutende Rolle der Landwirtschaft, die beiden blauen Flachsblüten weisen auf den Leinanbau hin und das Wellenband steht in Zusammenhang mit der Großen Nister. Der symbolisierte Glockenturm steht für die 1910 erbaute Schule. |

## Wirtschaft und Infrastruktur

### Verkehr
- In unmittelbarer Nähe des Ortes kreuzen sich die Bundesstraßen 54, die Limburg an der Lahn mit Siegen verbindet, und 414, die von Hohenroth nach Hachenburg führt.
- Die nächste Autobahnanschlussstelle ist Herborn an der A 45 Dortmund–Aschaffenburg, etwa 20 Kilometer entfernt.
- Der nächstgelegene ICE-Halt ist der Bahnhof Montabaur an der Schnellfahrstrecke Köln–Rhein/Main.